# Piper Kerman
Piper Eressea Kerman (Boston, 28 settembre 1969) è una scrittrice, autrice e memorialista statunitense, condannata per riciclaggio di denaro sporco.
Sulla sua esperienza di detenzione in carcere, la stessa Kerman ha scritto un libro di memorie intitolato Orange Is the New Black - Da Manhattan al carcere: il mio anno dietro le sbarre (Orange Is The New Black: My Year in a Women's Prison) che è poi divenuto la base per la serie televisiva comedy-drama di Netflix Orange Is the New Black.

## Biografia e carriera
Piper Kerman è nata a Boston da una famiglia di avvocati, dottori ed insegnanti. Diplomatasi presso lo Smith College nel 1992, lei stessa si è definita una Wasp (nonostante suo nonno paterno fosse un ebreo russo).
Nel 1993, Piper Kerman inizia una relazione romantica con una donna che trafficava eroina per un boss dell'Africa occidentale. Kerman inizia a riciclare denaro proveniente dal giro di droga.
Nel 1998, Piper Kerman viene indiziata per riciclaggio di denaro e traffico di droga e, successivamente, giudicata colpevole.
A partire dal 2004, Piper Kerman inizia a scontare la sua pena di 15 mesi (ridotti poi a 13) all'Istituto Penitenziario FCI Danbury, prigione di "minima sicurezza" presso Danbury (Connecticut).
Nel 2010, dopo aver scontato la sua pena, Piper Kerman ha pubblicato le sue memorie di detenzione che sono divenute un best seller: Orange Is the New Black: My Year in a Women's Prison. 
L'omonimo adattamento televisivo di Jenji Kohan (sceneggiatrice televisiva e creatrice di Weeds, che l'ha portata a vincere un Emmy) ha debuttato su Netflix nel luglio del 2013. 
Il ruolo di Piper Kerman, che nella serie televisiva diviene Piper Chapman, è interpretato da Taylor Schilling. La serie tv è stata riconfermata fino alla settima stagione prima ancora dell'uscita della quarta stagione.
Piper Kerman è molto impegnata civilmente e cerca di rendere utile la sua esperienza, di scrittrice e di detenuta: fa parte della Women's Prison Association ed è spesso invitata a tenere conferenze e a parlare agli studenti di scrittura creativa, criminologia, temi legati al genere e studi sulle donne, legge e sociologia. Allo stesso modo viene spesso invitata a parlare a gruppi come l'American Correctional Association's Disproportionate Minority Confinement Task Force, ai funzionari federali per la libertà vigilata, ai difensori d'ufficio e ai volontari, nonché a gruppi di detenuti.
Piper Kerman ha dichiarato: «Sono bisessuale, quindi faccio parte della comunità gay». Ha dichiarato inoltre di essersi identificata come lesbica per la maggior parte della sua giovinezza e di aver avuto relazioni con molte donne e infine con suo marito Larry Smith, scrittore noto per la serie di libri Six-Word Memoirs. Di suo marito, Piper Kerman ha detto: «È l'unico ragazzo con cui sia mai uscita». I due si sono sposati il 21 maggio del 2006.